# Nikita Larionovič Larionov
Nikita Larionovič Larionov (Karmaly, 7 febbraio 1932 – Alikovo, 22 settembre 2014) è stato un poeta, scrittore e insegnante russo, di lingua ciuvascia. Era membro dell'Unione degli Scrittori Ciuvasci (dal 1991), e dell'Unione degli Scrittori Russi. Insegnante di Educazioni sportive. ..

## Biografia
Nato nel 1932 nel villaggio di Karmaly, ha studiato all'Università Pedagogica della Ciuvascia. 
Dopo aver completato la sua formazione, lavora nella scuola media ad Alikovo come insegnante di letteratura ciuvascia e come preparatore atletico. Scrisse poesie, racconti, romanzi, pieni di ottimismo e amore per la vita. Si cimentò anche in prosa. 
Muore il 22 settembre 2014 per insufficienza cardiaca ed è sepolto in un cimitero di campagna, vicino alla tomba della moglie.

## Opere
Larioniov ha scritto 16 libri, fra i quali:
- «Йěпкěн хěрлě хăю», ("nastro rosso")
- «Олимпийский балл, (« fascia olimpica »), romanzo, Mosca, 1986.
- "Хĕр тупри" (ricchezze deviche), Alikovo-Čeboksary, 2001.
- "Ват ăшши" (Estate indiana), Čeboksary, 2010.